# Кресьє (Фрібур)
Кресьє (фр. Cressier) — громада  в Швейцарії в кантоні Фрібур, округ Зее.

## Географія
Громада розташована на відстані близько 24 км на захід від Берна, 11 км на північ від Фрібура.
Кресьє має площу 4,2 км², з яких на 10,8% дозволяється будівництво (житлове та будівництво доріг), 69,1% використовуються в сільськогосподарських цілях, 19,9% зайнято лісами, 0,2% не є продуктивними (річки, льодовики або гори).

## Демографія
2019 року в громаді мешкало 1003 особи (+21,9% порівняно з 2010 роком), іноземців було 26,5%. Густота населення становила 241 осіб/км².
За віковим діапазоном населення розподілялося таким чином: 22,9% — особи молодші 20 років, 62,2% — особи у віці 20—64 років, 14,9% — особи у віці 65 років та старші. Було 406 помешкань (у середньому 2,5 особи в помешканні).
Із загальної кількості 713 працюючих 42 було зайнятих в первинному секторі, 524 — в обробній промисловості, 147 — в галузі послуг.